# João Victor (calciatore 1997)
João Victor Carroll Santana (Recife, 2 settembre 1997) è un calciatore brasiliano, difensore del Mirassol in prestito dal Vitória.

## Caratteristiche tecniche
È un difensore centrale.

## Carriera
Cresciuto nel settore giovanile del Santa Cruz, ha debuttato in prima squadra l'11 dicembre 2016 giocando il secondo tempo dell'incontro di Série A perso 5-0 contro il San Paolo. Dopo un breve periodo in prestito al Rio Verde, nel 2019 ha iniziato a giocare con maggior frequenza trovando anche il primo gol in carriera il 9 giugno contro il Confiança in Série C.
Nel settembre del 2019 è stato prestato al Vitória, club che al termine della stagione lo ha acquisito a titolo definitivo. Divenuto in poco tempo titolare, ha giocato 65 incontri fra il 2020 ed il 2021, per poi venire ceduto in prestito al Guarani per tutto il 2022. Rientrato al Vitória, ha giocato principalmente da riserva e con la promozione del club in Série A ha visto le proprie possibilità di impiego ridursi drasticamente.
Nell'aprile del 2024 è stato ceduto in prestito al Mirassol dove è diventato da subito titolare inamovibile al centro della difesa, contribuendo alla promozione del club gialloverde nel Brasileirão. Nel mese di dicembre il prestito è stato esteso anche alla stagione successiva ed il 29 marzo 2025, contro il Cruzeiro, è tornato a disputare un incontro di massima divisione ad oltre otto anni dal primo ed unico incontro disputato con la maglia del Santa Cruz.

## Statistiche

### Presenze e reti nei club
Statistiche aggiornate al 19 aprile 2025.
| Stagione          | Squadra           | Campionato        | Campionato | Campionato | Coppe nazionali | Coppe nazionali | Coppe nazionali | Coppe continentali | Coppe continentali | Coppe continentali | Altre coppe | Altre coppe | Altre coppe | Totale | Totale | Totale |
| Stagione          | Squadra           | Comp              | Pres       | Reti       | Comp            | Pres            | Reti            | Comp               | Pres               | Reti               | Comp        | Pres        | Reti        | Pres   | Reti   |        |
| ----------------- | ----------------- | ----------------- | ---------- | ---------- | --------------- | --------------- | --------------- | ------------------ | ------------------ | ------------------ | ----------- | ----------- | ----------- | ------ | ------ | ------ |
| 2016              | Santa Cruz        | A                 | 1          | 0          | CB              | 0               | 0               | -                  | -                  | -                  | -           | -           | -           | 1      | 0      |        |
| mar. 2018         | Rio Verde         | PD/GO             | 1          | 0          | CB              | 0               | 0               | -                  | -                  | -                  | -           | -           | -           | 1      | 0      |        |
| gen.-set. 2019    | Santa Cruz        | A1/PE+C           | 6+18       | 0+1        | CB              | 4               | 0               | -                  | -                  | -                  | CdN         | 4           | 0           | 32     | 1      |        |
| Totale Santa Cruz | Totale Santa Cruz | Totale Santa Cruz | 25         | 1          |                 | 4               | 0               |                    | -                  | -                  |             | 4           | 0           | 33     | 1      |        |
| set.-dic. 2019    | Vitória           | B                 | 1          | 0          | CB              | 0               | 0               | -                  | -                  | -                  | -           | -           | -           | 1      | 0      |        |
| 2020              | Vitória           | PD/BA+B           | 0+30       | 0+3        | CB              | 3               | 0               | -                  | -                  | -                  | CdN         | 8           | 0           | 41     | 3      |        |
| 2021              | Vitória           | PD/BA+B           | 8+8        | 0          | CB              | 2               | 0               | -                  | -                  | -                  | CdN         | 6           | 0           | 24     | 0      |        |
| 2022              | Guarani           | A1/SP+B           | 4+31       | 1+2        | CB              | 1               | 0               | -                  | -                  | -                  | -           | -           | -           | 36     | 3      |        |
| 2023              | Vitória           | PD/BA+B           | 2+16       | 0          | CB              | 0               | 0               | -                  | -                  | -                  | CdN         | 5           | 0           | 23     | 0      |        |
| gen.-apr. 2024    | Vitória           | PD/BA+A           | 2+0        | 0          | CB              | 0               | 0               | -                  | -                  | -                  | CdN         | 2           | 0           | 4      | 0      |        |
| Totale Vitória    | Totale Vitória    | Totale Vitória    | 103        | 1          |                 | 5               | 0               |                    | -                  | -                  |             | 21          | 0           | 129    | 1      |        |
| apr.-dic. 2024    | Mirassol          | B                 | 36         | 1          | CB              | 0               | 0               | -                  | -                  | -                  | -           | -           | -           | 36     | 1      |        |
| 2025              | Mirassol          | A1/SP+A           | 11+5       | 1+0        | CB              | 0               | 0               | -                  | -                  | -                  | -           | -           | -           | 16     | 1      |        |
| Totale Mirassol   | Totale Mirassol   | Totale Mirassol   | 52         | 2          |                 | 0               | 0               |                    | -                  | -                  |             | -           | -           | 52     | 2      |        |
| Totale carriera   | Totale carriera   | Totale carriera   | 180        | 9          |                 | 10              | 0               |                    | -                  | -                  |             | 25          | 0           | 215    | 9      |        |

## Palmarès

### Club

#### Competizioni nazionali
- Campeonato Brasileiro Série B: 1

Vitória: 2023

#### Competizioni statali
- Campionato Baiano: 1

Vitória: 2024